# A54 (Groot-Brittannië)
De A54 is een 71 km lange hoofdverkeersweg in Engeland.
De weg verbindt Tarvin via Winsford en Congleton met Buxton.

## Hoofdbestemmingen
- Winsford
- Congleton
- Buxton